# Ланджанист
Ланджанист (арм. Լանջանիստ) — село в Араратской области Армении. Основано в 1831 году.

## География
Село расположено в восточной части марза, в долине реки Шахап, при автодороге , на расстоянии 43 километров к востоку от города Арташат, административного центра области. Абсолютная высота — 1815 метров над уровнем моря.
Климат
Климат характеризуется как умеренно холодный, влажный (Dfb в классификации климатов Кёппена).

## Население
По данным «Сборника сведений о Кавказе» за 1880 год в селе Кядылу Эриванского уезда по сведениям 1873 года было 49 дворов и проживало 389 азербайджанцев (указаны как «татары»), которые были шиитами.
По данным Кавказского календаря на 1912 год, в селе Кадилу Эриванского уезда проживало 843 человек, в основном азербайджанцев, указанных как «татары».
| Год переписи | Население          | Население          | Население          | Население            | Население            | Население            |
| Год переписи | Наличное население | Наличное население | Наличное население | Постоянное население | Постоянное население | Постоянное население |
| Год переписи | Всего              | Мужчины            | Женщины            | Всего                | Мужчины              | Женщины              |
| ------------ | ------------------ | ------------------ | ------------------ | -------------------- | -------------------- | -------------------- |
| 2001         | 212                | 98                 | 114                | 216                  | 101                  | 115                  |
| 2011         | 176                | 84                 | 92                 | 190                  | 93                   | 97                   |